# Municipio de Hornor
El municipio de Hornor (en inglés: Hornor Township) es un municipio ubicado en el condado de Phillips en el estado estadounidense de Arkansas. En el año 2010 tenía una población de 9697 habitantes y una densidad poblacional de 102,5 personas por km².

## Geografía
El municipio de Hornor se encuentra ubicado en las coordenadas 34°32′24″N 90°40′45″O / 34.54000, -90.67917. Según la Oficina del Censo de los Estados Unidos, el municipio tiene una superficie total de 94.6 km², de la cual 94,6 km² corresponden a tierra firme y (0 %) 0 km² es agua.

## Demografía
Según el censo de 2010, había 9697 personas residiendo en el municipio de Hornor. La densidad de población era de 102,5 hab./km². De los 9697 habitantes, el municipio de Hornor estaba compuesto por el 28,75 % blancos, el 69,27 % eran afroamericanos, el 0,33 % eran amerindios, el 0,48 % eran asiáticos, el 0,28 % eran de otras razas y el 0,89 % eran de una mezcla de razas. Del total de la población el 1,32 % eran hispanos o latinos de cualquier raza.